# Hillevi Engström

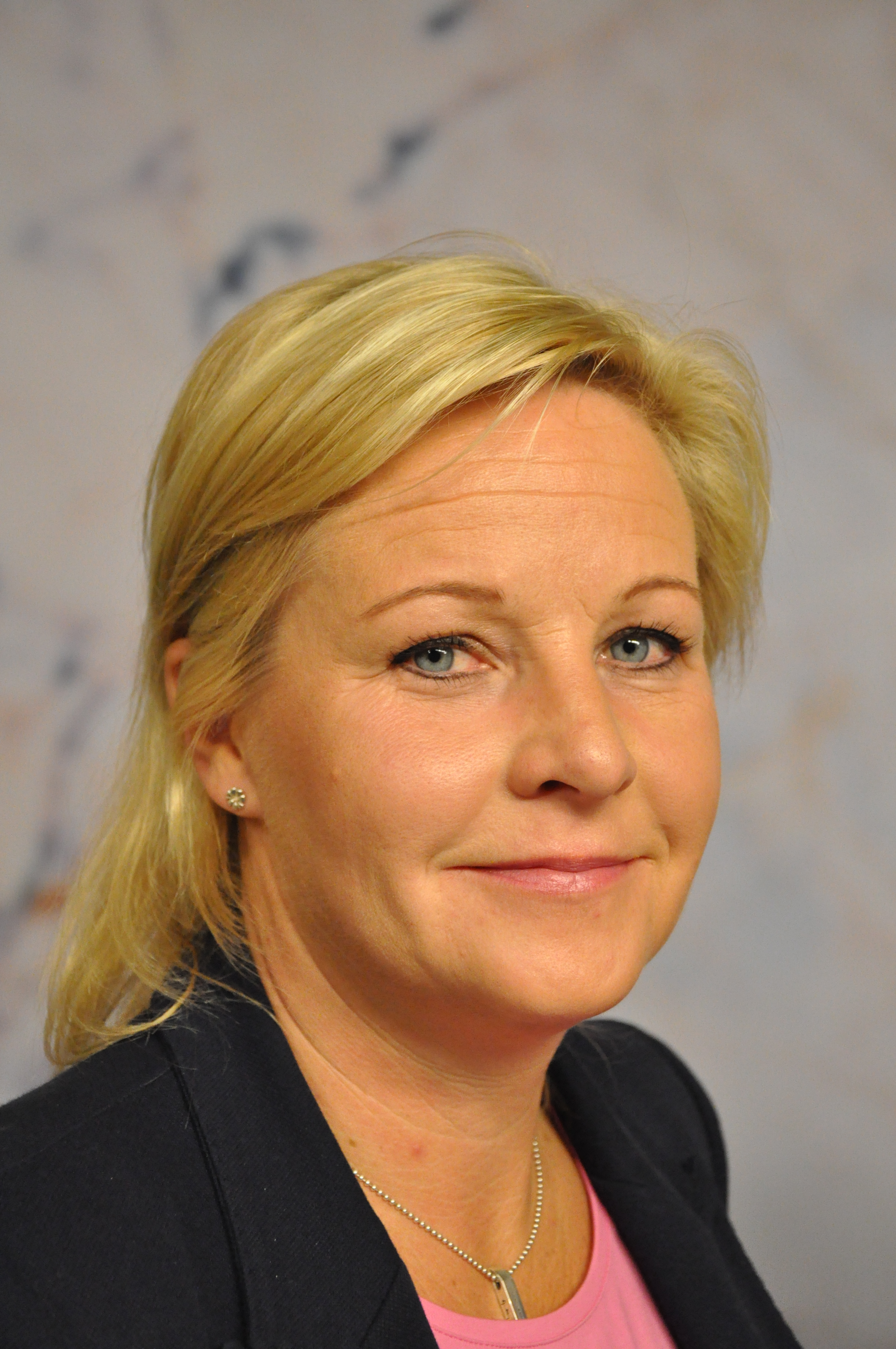
Hillevi Maria Engström (2011)

Hillevi Maria Engström, geborene Pettersson (* 15. April 1963 in Sollentuna, Stockholms län) ist eine schwedische Politikerin und ehemalige Ministerin.

## Lebenslauf
Engström wurde am 15. April 1963 als Hillevi Maria Pettersson geboren. Neben ihrer Schwester, der Journalistin Karin Hübinette, hat sie noch zwei Brüder. Sie studierte an der Universität Stockholm sowie an der Universität Örebro Rechts- und Sozialwissenschaften sowie Pädagogik. 1983 schloss sie außerdem erfolgreich die Polizeischule ab und arbeitete fortan bis 1996 als Kriminalpolizistin. Ab 1993 war sie zudem im Polisförbundet, die schwedische Polizeigewerkschaft, aktiv. 1996 wurde sie als erste Frau zur Ombudsfrau des Polisförbundet gewählt und behielt diesen Posten bis 2002.
Bereits 1998 war Engström für die Moderata samlingspartiet in den Stadtrat ihrer Heimatgemeinde Sollentuna gewählt worden. Dieses Amt behielt sie bis zu ihrer Ernennung zur Ministerin 2010. 2002 wurde Hillevi Engström in den schwedischen Reichstag gewählt. Dort nahm sie in verschiedenen Kommissionen Einsitz. Ab 2009 war Engström zudem die Sprecherin der Moderaten im Bereich Gleichstellung der Geschlechter. Nach der Wahl zum Schwedischen Reichstag 2010 und der Neubesetzung verschiedener Ministerposten wurde Hillevi Engström zur neuen Arbeitsministerin in der Regierung Fredrik Reinfeldt ernannt. Nach dem Rücktritt der Ministerin für internationale Entwicklungszusammenarbeit Gunilla Carlsson am 17. September 2013 übernahm Engström per sofort diesen Posten. Ihre Nachfolgerin als Arbeitsministerin wurde Elisabeth Svantesson. Nach den Wahlen 2014 trat die Regierung Reinfeldt zurück. Bis zum 19. Januar 2015 war Engström erneut aktives Mitglied des Reichstags.